# عبد الرحمن محمد محمود فارولي
عبد الرحمن محمد محمود فرولي (ولد عام 1945 في مقاطعة إيل بمحافظة نوجال)، هو سياسي صومالي. خدم لسنوات عديدة في الحكومة، حيث شغل منصب حاكم منطقة نوجال في جمهورية الصومال الديمقراطية في التسعينيات ثم وزير المالية في ولاية شبه مستقلة بونت لاند المتمتعة بالحكم الذاتي في الشمال الشرقي. من 8 يناير 2009 إلى 8 يناير 2014، كان فرولي أيضًا رئيسًا لبونتلاند. أدت جهود فرولي المتعددة الجوانب في إنشاء الأحكام والتعاون مع الأنظمة السياسية والمنظمات الدولية إلى انخفاض حاد في القرصنة على طول مارينكا غاردافول (قناة جواردافوي).

## سيرته الشخصية

### السنوات المبكرة
ولد فرولي عام 1945 في بلدة إيل الساحلية الواقعة في شمال شرق منطقة نوجال في الصومال.   ينحدر من عشيرة عيسى محمود التابعة لعشيرة ماجيرتين دارود.
متعدد اللغات، يجيد الصومالية والعربية والإيطالية والإنجليزية. 

### تعليم
تابع فرولي تعليمه بعد الثانوي لأول مرة محليًا، وحصل على دبلوم الصحة العامة في عام 1964 من سسولي بروفيشنال سنيتار في مقديشو، عاصمة البلاد. في العام التالي، حصل على دبلوم في الإحصاء من المعهد الإحصائي الدولي في بيروت في لبنان. 
في عام 1985، أكمل فرولي درجة البكالوريوس في التجارة في الاقتصاد والتجارة من الجامعة الوطنية الصومالية في مقديشو. تبع ذلك بعد خمس سنوات بدرجة ماجستير في إدارة الأعمال (تخصص في الإدارة المالية) من شراكة مشتركة بين الجامعة الوطنية الصومالية - سومتاد وجامعة ولاية نيويورك في ألباني. في عام 2005، أضاف إلى سيرته الذاتية شهادة بكالوريوس في الآداب (تخصص في السياسة) من جامعة لاتروب في أستراليا. 

### مسار مهني مسار وظيفي
بصفته المهنية، عمل فرولي كمسؤول أول / مدير الفروع الرئيسية في هرجيسا وبربرة، وكمراجع أول / مدير قسم للإدارات الأجنبية والدولية في البنك المركزي الصومالي. من 1970 إلى 1986، كان أيضًا المدير العام للبنك التجاري والادخار. 
تشمل المناصب الحكومية العليا التي شغلها فرولي في الماضي فترة عمله كوزير للمالية في إقليم بونتلاند الصومالي الشمالي الشرقي تحت رئاسة أول رئيس للمنطقة، عبد الله يوسف أحمد، وحاكمًا لمنطقة نوجال في التسعينيات.  شغل لاحقًا منصب وزير التخطيط في الحكومة الإقليمية لمحمود «آدي» موسى هيرسي،  الرئيس السابق لبونتلاند. بعد خلاف مع موسى حول صفقة مع شركة النفط الأسترالية، موارد الميدان، أمضى عبد الرحمن محمد محمود فرولي معظم العقد الماضي في إحدى ضواحي ملبورن، أستراليا، حيث كان مرشحًا لدرجة الدكتوراه في التاريخ في جامعة لا تروبي.  كانت أطروحته حول إعادة بناء البنوك والمؤسسات المالية بعد الصراع المسلح. 

## رئيس بونتلاند

### منصب

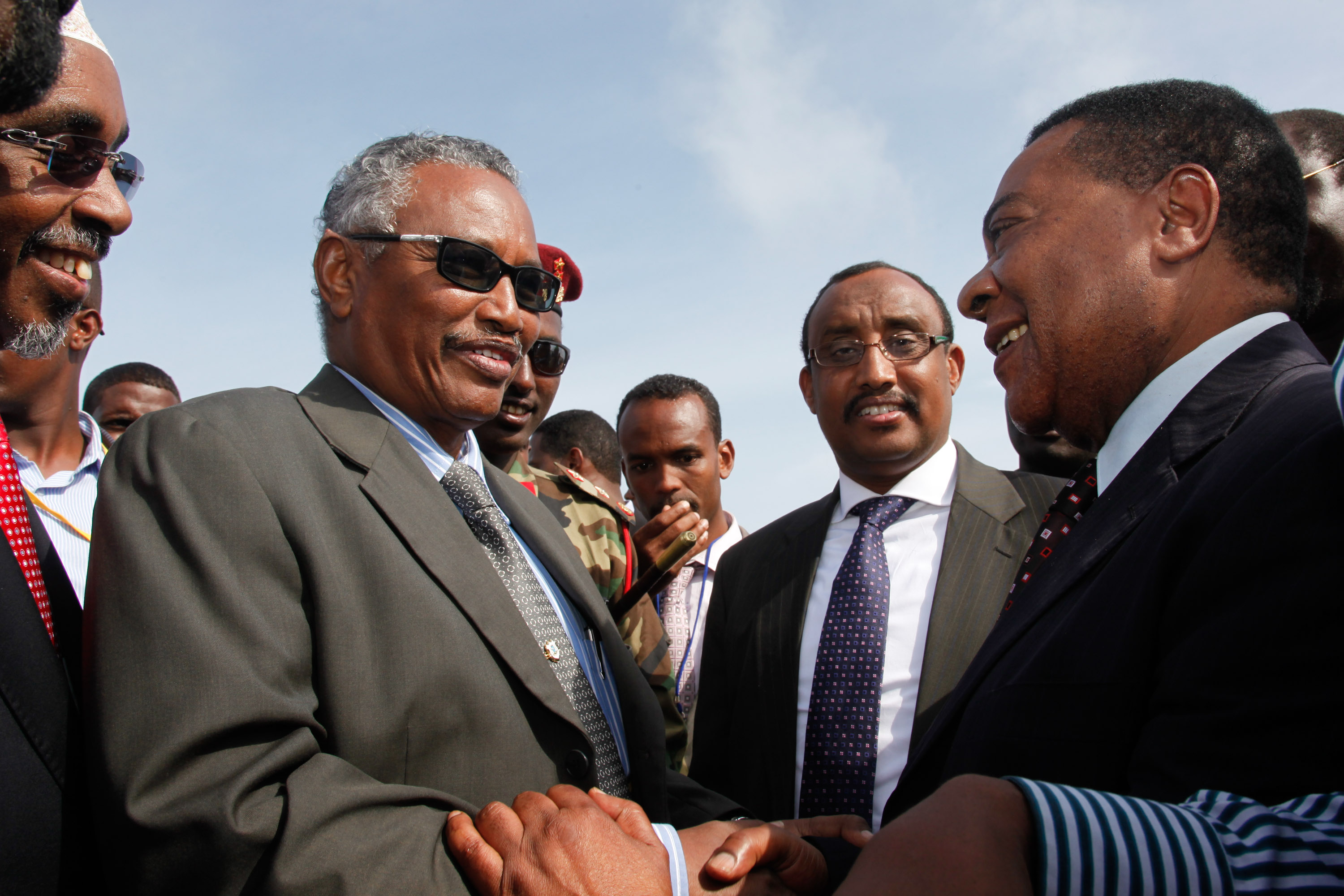
عبد الرحمن فرولي (على اليسار) مع ممثل الأمين العام للأمم المتحدة أوغستين ماهيغا

بعد أن قيل إنه رفض طلبات من مواطنيه للترشح لمنصب في الماضي، وبتأكيد الدعم من مختلف الفصائل السياسية،  عاد فرولي إلى الصومال من أستراليا لتقديم نفسه كمرشح في منطقة بونتلاند في عام 2008- الانتخابات الرئاسية 2009.  في يناير 2009، هزم المرشحين التسعة الآخرين، بما في ذلك الرئيس الحالي موسى، ليصبح رابع رئيس لبونتلاند.   على الرغم من أسابيع من التوتر السياسي قبل التصويت، ورد أن الانتخابات نفسها كانت سلمية، مما دفع أحد المراقبين المقيمين في الولايات المتحدة إلى اقتراح أن «نجاح انتخابات بونتلاند يمكن أن يبدأ في تقديم نموذج لكل الصومال».  في خطاب فوزه الانتخابي، تعهد فرولي بمعالجة مشكلة القرصنة المتفشية قبالة الساحل الصومالي، بما في ذلك قمع السلطات المحلية التي كانت تتعاون في ذلك الوقت مع القراصنة مقابل حصة من الأرباح. 

### الشكل العام
منذ توليها السلطة في عام 2009، نفذت إدارة فرولي العديد من الإصلاحات السياسية، مع التركيز على توسيع وتحسين قطاعي الأمن والقضاء في بونتلاند. في محاولة لتحسين الشفافية، أصدر الرئيس الجديد أول تقرير له بعنوان «100 يوم في المكتب».
لتعزيز نظام العدالة في المنطقة، تم تعيين وتدريب العديد من المدعين الجدد والقضاة وغيرهم من موظفي المحاكم بالإضافة إلى حراس سجون إضافيين. في يوليو 2010، وافق مجلس وزراء بونتلاند بالإجماع على قانون جديد لمكافحة الإرهاب للتعامل بشكل أكثر فاعلية مع المشتبهين بالإرهاب والمتواطئين معهم؛ ومن المتوقع أيضًا إنشاء محكمة خاصة ضمن نظام المحاكم الجنائية الحالي في المنطقة لتسهيل المهمة.
من الناحية المالية، تم إنشاء نظام مالي عام يتسم بالشفافية ويعتمد على الموازنة، مما ساعد على زيادة ثقة الجمهور في الحكومة حسبما ورد.
كما تم تنفيذ المزيد من الإصلاحات المتواضعة في القطاع الاجتماعي، لا سيما في مجالات التعليم والرعاية الصحية. استأجرت الحكومة الإقليمية المزيد من العاملين في مجال الرعاية الصحية والمعلمين، مع وجود خطط رئيسية جارية لتجديدات المدارس والمستشفيات. 

### التعددية الحزبية
في 15 يونيو 2009، أقرت إدارة فرولي مشروع دستور إقليمي جديد، والذي يُعتقد أنه يمثل خطوة مهمة نحو التقديم النهائي لنظام سياسي متعدد الأحزاب إلى المنطقة لأول مرة.  مثل هذا النظام موجود بالفعل في منطقة أرض الصومال المجاورة.
في 15 أبريل 2012، افتتحت حكومة بونت لاند مؤتمرًا دستوريًا لمدة أربعة أيام لتدشين دستور الولاية الجديد رسميًا. تحت إشراف لجنة انتخابات بونتلاند (بيكا)، مثل الدستور الخطوة الأخيرة في عملية الدمقرطة الإقليمية القائمة وكان من المقرر أن يتبعها تشكيل أحزاب سياسية.
في 12 سبتمبر 2012، أعلنت لجنة انتخابات بونتلاند أن عملية تسجيل الأحزاب السياسية في بونتلاند مفتوحة الآن. جاء ذلك بعد إقرار قانون التنظيم السياسي وقانون الاستفتاء وقانون انتخابات الدوائر وبدء العمل بدستور الولاية. مع اقتراب موعد انتخابات مجالس المقاطعات في أوائل عام 2013، ستشكل المنظمات السياسية الثلاث التي حصلت على أكبر عدد من المقاعد في 21 منطقة محددة الأحزاب الأحزاب الرسمية في المنطقة. كما سيكونون متنافسين في الانتخابات المقبلة المقرر إجراؤها في يناير 2014.
في 12 نوفمبر 2012، قام أعضاء برلمان ولاية بونتلاند بتعديل قانون الانتخابات في بونتلاند بعد الاجتماع في العاصمة الإقليمية غاروي. يخفض التعديل الحد الأدنى المطلوب لعدد الأصوات التي يجب على كل جمعية سياسية تأمينها لكل مقاطعة من 500 إلى 300. كما ينص على أن يكون للأحزاب مكاتب مفتوحة في جميع مناطق بونتلاند الثماني. 
في 14 نوفمبر 2012، أعلن فرولي عن إطلاق حزبه السياسي الجديد، هورسيد. تضم الجمعية أكثر من 200 عضو وتمثل حكومة بونتلاند الحالية، بما في ذلك نائب الرئيس عبد الصمد علي شاير ووزراء الولاية. وهو أول حزب محتمل يسجل طلبًا لدى اللجنة الانتخابية لبونتلاند الانتقالية (تبيك). وفقًا لفرولي، سيكون عامة الناس مؤهلين لعضوية المنظمة بمجرد اختيارهم كحزب سياسي رسمي.

### وكالة بونتلاند للرعاية الاجتماعية
في مايو 2009، تم تأسيس وكالة بونتلاند للرعاية الاجتماعية (باسوي). تقدم الوكالة الدعم الطبي والتعليمي والاستشاري للفئات والأفراد المستضعفين مثل الأيتام والمعاقين والمكفوفين. يشرف على باسوي مجلس إدارة يتألف من علماء الدين (العلماء) ورجال الأعمال والمثقفين والشيوخ التقليديين.

### حملة مكافحة القرصنة
بين عامي 2009 و 2010، سنت حكومة فرولي عددًا من الإصلاحات والتدابير الوقائية كجزء من حملتها المعلنة رسميًا لمكافحة القرصنة. وتشمل الأخيرة القبض على عصابات القراصنة ومحاكمتهم وإدانتهم، فضلاً عن مداهمات لمخابئ القراصنة المشتبه بهم ومصادرة الأسلحة والمعدات؛ ضمان التغطية الكافية لجهود السلطة الإقليمية لمكافحة القرصنة من قبل وسائل الإعلام المحلية والدولية؛ رعاية حملة اجتماعية يقودها علماء الإسلام ونشطاء المجتمع تهدف إلى تشويه سمعة القرصنة وإبراز آثارها السلبية؛ والشراكة مع حلف الناتو لمحاربة القراصنة في البحر. في مايو 2010، بدأ أيضًا بناء قاعدة بحرية جديدة في بلدة بندر الصيادة، الواقعة 25 كم غرب بوساسو العاصمة التجارية لبونتلاند. يتم تمويل المرفق من قبل حكومة بونتلاند الإقليمية بالاشتراك مع شركة سارسين العالميه وهي شركة أمنية مقرها المملكة المتحدة، ويهدف إلى المساعدة في مكافحة القرصنة بشكل أكثر فعالية. وستضم القاعدة مركزًا لتدريب المجندين، ومركزًا لقيادة القوة البحرية. 
يبدو أن هذه الإجراءات الأمنية العديدة قد أثمرت، حيث تم القبض على العديد من القراصنة في عام 2010، بمن فيهم زعيم بارز. وبحسب ما ورد تمكنت قوات الأمن في بونتلاند من طرد عصابات القراصنة من ملاذاتهم الآمنة التقليدية مثل إيل وغارعد،  حيث يعمل القراصنة الآن بشكل أساسي من منطقة غلمدغ إلى الجنوب. 

### حملة جلجلة
في أغسطس 2010، شنت قوات الأمن في بونتلاند هجومًا على المسلحين بقيادة محمد سعيد أتم، وهو مهرّب أسلحة مدرج في قوائم المراقبة الأمنية التابعة للولايات المتحدة والأمم المتحدة، والذي تعهد بالحرب على إدارة فرولي. وبحسب ما ورد كان المتمردون يختبئون في تلال جلجلة. كان أتوم قد فر قبل الهجوم مباشرة الذي خلف أكثر من 100 قتيل من المسلحين، بعد أن ضلل رجاله قبل هجوم جيش بونتلاند من خلال الوعد بتعزيزات من جماعة الشباب الإسلامية عبر بلدة برعو في منطقة أرض الصومال.
بحلول أواخر أكتوبر، كان أفراد جيش بونتلاند قد استولوا على آخر بؤر استيطانية للمتمردين،  على الرغم من اندلاع القتال لاحقًا بشكل متقطع مرة أخرى حيث حاول المسلحون الموالون لأتوم نصب كمين لجنود بونتلاند.  

### اتفاق جالمودج

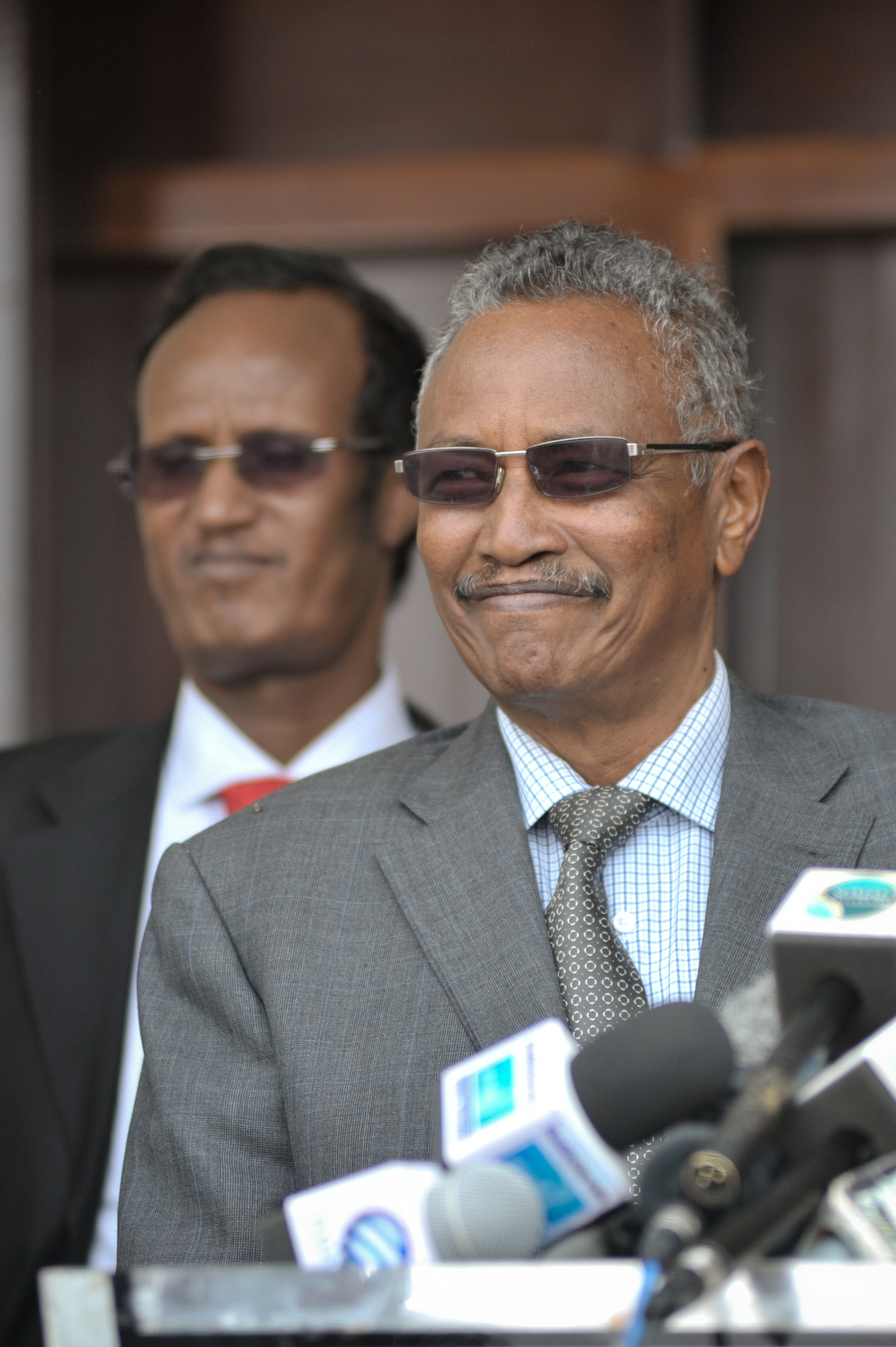
فرولي في عام 2013

رداً على محاولات اغتيال متفرقة من قبل مسلحي حركة الشباب ضد مسؤولين عموميين في بونتلاند في شمال وسط مدينة غالكايو، أطلقت إدارة فرولي في 2010-2011 حملة أمنية شرعت في تنفيذ إصلاح إداري شامل. وقّعت سلطات بونتلاند وغالمودوغ لاحقًا اتفاقًا في غاروي في فبراير 2011، وافقت فيه رسميًا على التعاون في المسائل الأمنية والاقتصادية والاجتماعية من أجل تعزيز العلاقات بين الأقاليم. في أبريل من ذلك العام، حلت حكومة بونتلاند أيضًا محل حاكم منطقة مودوغ ونوابه وحل مجلس المقاطعة المحلي. كما تم تشكيل لجنة إقليمية مؤقتة منفصلة مهمتها ضمان الأمن. 

### قوات الشرطة البحرية في بونتلاند
في أعقاب اتفاق تعاون بين بونتلاند والحكومة الاتحادية الانتقالية في أغسطس 2011 يدعو إلى إنشاء قوة بحرية صومالية، والتي ستشكل قوة شرطة بونتلاند البحرية التي تم إنشاؤها بالفعل جزءًا منها، استأنفت إدارة فرولي تدريب مسؤولي البحرية في قوات الحشد الشعبي. قوة الشرطة البحرية في بونتلاند هي قوة أمنية بحرية محترفة يتم تجنيدها محليًا وتهدف في المقام الأول إلى مكافحة القرصنة قبالة سواحل الصومال، وحماية الموارد البحرية للبلاد،  وتقديم الدعم اللوجستي للجهود الإنسانية. وبدعم من الإمارات العربية المتحدة،  يتم تدريب مسؤولي الحشد الشعبي أيضًا من قبل خفر السواحل الياباني.

### ما بعد الانتقال
في فبراير 2012، التقى فرولي ومسؤولون حكوميون صوماليون آخرون في غاروي، العاصمة الإدارية لبونتلاند، لمناقشة ترتيبات ما بعد المرحلة الانتقالية بعد انتهاء ولاية الحكومة الاتحادية الانتقالية في أغسطس 2012. بعد مداولات مكثفة حضرها ممثلون إقليميون ومراقبون دوليون، انتهى المؤتمر باتفاق موقع بين الرئيس فرولي ورئيس الحكومة الاتحادية الانتقالية شريف شيخ أحمد ورئيس الوزراء عبد الولي محمد علي ورئيس مجلس النواب شريف حسن شيخ عدن ورئيس غلمدغ محمد أحمد عليم وأهل السنة. ونص ممثل «التجمع»، خليف عبد القادر نور، على ما يلي: أ) سيتم تشكيل برلمان جديد من مجلسين يتكون من 225 عضوًا، يتألف من مجلس أعلى يضم 54 عضوًا في مجلس الشيوخ بالإضافة إلى مجلس النواب. ب) 30٪ من الجمعية التأسيسية الوطنية مخصصة للنساء؛ ج) يتم تعيين الرئيس عن طريق انتخابات دستورية؛ د) يتم اختيار رئيس الوزراء من قبل الرئيس ثم يقوم بتسمية مجلس الوزراء. عُرفت الاتفاقيات باسم مبادئ غاروي.  في 23 يونيو 2012، اجتمع فرولي والقادة الفيدراليون والزعماء الإقليميون الصوماليون مرة أخرى ووافقوا على مشروع الدستور بعد عدة أيام من المداولات. وكان من المقرر أن يصادق المجلس الوطني التأسيسي على القانون الجديد، مع توقع إجراء استفتاء عام لجعل مشروع القانون دائمًا.
في 23 يونيو 2012، اجتمع القادة الفيدراليون والزعماء الإقليميون الصوماليون مرة أخرى ووافقوا على مشروع الدستور بعد عدة أيام من المداولات. أقر المجلس الوطني التأسيسي بأغلبية ساحقة الدستور الجديد في الأول من آب (أغسطس)، حيث صوّت لصالحه 96٪ ، وعارضه 2٪ ، وامتنع 2٪ عن التصويت.

### تمديد العهد
في أواخر عام 2012، أعلن فرولي عن نيته تمديد فترة ولايته كرئيس لبونتلاند لمدة عام آخر، مما أدى إلى تأجيل الانتخابات الإقليمية إلى عام 2014. وقد قوبلت هذه الخطوة بمقاومة من قبل العديد من المسؤولين الحكوميين والمدنيين، الذين أكدوا أنه تم انتخابه في الانتخابات الرئاسية لعام 2008 لمدة أربع سنوات، ومن المقرر إجراء الاقتراع التالي في يناير 2013. جادل فرولي بأن دستور بونتلاند الجديد، الذي تم تبنيه في أبريل 2012، كلف إدارته بالخدمة لمدة خمس سنوات. نُظمت احتجاجات في الشوارع فيما يتعلق بالتمديد في قاردو عشية الذكرى الرابعة لتولي فرولي المنصب، لكن ورد أنها كانت خالية من العنف. كما تم نشر شرطة مكافحة الشغب في المحور الساحلي لبوساسو لضمان الأمن. في خطابه بمناسبة اليوم التاريخي، سلط فرولي الضوء على الإنجازات المختلفة لإدارته خلال فترة ولايتها، لا سيما فيما يتعلق بالتجارة وعمليات مكافحة القرصنة. جاءت هذه التصريحات بعد أن وافق برلمان بونتلاند في 7 يناير / كانون الثاني على ميزانية الدولة البالغة 49 مليون دولار للعام، بزيادة قدرها 10.6 مليون دولار عن ميزانية عام 2012. 

### التنقيب عن النفط
في عام 2012، أعطت إدارة فرولي الضوء الأخضر لأول مشروع رسمي للتنقيب عن النفط في بونتلاند والصومال عمومًا.  بقيادة شركة النفط الكندية أفريكا أويل وشريكتها رينج ريسورسز، أدى الحفر الأولي في بئر شابيل 1 في منطقة ضارور في بونتلاند في مارس من العام إلى إنتاج النفط بنجاح. 

### الانتخابات الرئاسية في بونتلاند لعام 2014
في عام 2013، ترشح فرولي لولاية ثانية كرئيس لولاية بونتلاند المستقلة في انتخابات 2014 بالمنطقة الشمالية الشرقية. في 8 يناير 2014، شهدت الجولتان الأولى والثانية من التصويت إقصاء 9 من المتنافسين الرئاسيين الأحد عشر من السباق، مع مغادرة فرولي ورئيس الوزراء الصومالي السابق عبد الولي محمد علي لمواجهة في الجولة الثالثة. قاد فرولي الجولة النهائية في البداية بأغلبية 31 صوتًا، وحصل علي على 18 صوتًا. ومع ذلك، شهد تجمع حاشد متأخر من قبل علي فوزه في نهاية المطاف في الانتخابات، وهزم فرولي بفارق ضئيل بأغلبية 33 صوتًا مقابل 32 صوتًا.
في خطاب القبول، أعرب علي عن امتنانه للفرصة وكذلك لعمل إدارة فرولي. كما تعهد بالدفاع عن دستور بونتلاند والالتزام به. من جانبه، أشار فرولي إلى قبوله بنتيجة الانتخابات وهنأ علي بفوزه. كما ذكّر فرولي علي بالمسؤولية المنوطة به الآن كقائد، وحث الرئيس المنتخب الجديد على إعطاء الأولوية لمصالح بونتلاند ودعا جميع المسؤولين الحكوميين والعاملين وقوات الأمن إلى التعاون مع القيادة الجديدة في المنطقة.
بعد وقت قصير من إعلان نتيجة الانتخابات، وصف الرئيس الصومالي حسن شيخ محمود أيضًا بونتلاند بأنها نموذج ديمقراطي لبقية البلاد، وشكر الرئيس الإقليمي المنتهية ولايته فرولي لقبوله نتيجة الاقتراع بلطف وعلى قيادته في بونتلاند. نصف العقد الماضي. ووصف رئيس الوزراء عبد الولي شيخ أحمد هذه اللحظة بأنها يوم عظيم للصومال، وأثنى بدوره على سلطات بونتلاند لضمان أن تكون الانتخابات سلمية وحرة ونزيهة. كما شكر الرئيس فرولي على خدمته لبونتلاند.
كما أشار الممثل الخاص للأمم المتحدة في الصومال، نيكولاس كاي، إلى أن بونتلاند كانت تقود عملية الفدرالية المستمرة في الصومال، وأشاد بأعضاء البرلمان ورئيس مجلس النواب والزعماء التقليديين في المنطقة لدورهم في العملية الانتخابية. كما أشاد برئيس بونتلاند السابق فرولي لدوره البنّاء ونقله السلمي للسلطة. بالإضافة إلى ذلك، أصدر الممثل الخاص للولايات المتحدة في الصومال جيمس بي ماكنولتي بيانًا حيا فيه سكان بونتلاند على إجرائهم الاقتراع بطريقة ديمقراطية. كما أشاد ماكنولتي بفرولي على إنجازاته العديدة خلال فترة ولايته، بما في ذلك تأكيده على الأمن ودوره الرئيسي في عملية الانتقال الفيدرالية لخريطة الطريق.
في 14 يناير 2014، سلم رئيس بونتلاند السابق فرولي السلطة رسميًا إلى خليفته علي. أقيم حفل النقل في مقر ولاية بونتلاند في غاروي، مع نائبه عبد الحكيم عبد الله حاج عمر، ونائب رئيس بونتلاند السابق عبد الصمد علي شري، ووزراء حكومة بونتلاند المنتهية ولايتهم والسابقة، والقنصل العام الإثيوبي في المنطقة، بعثة الأمم المتحدة لتقديم المساعدة إلى الصومال. من المسؤولين وغيرهم من الممثلين الدوليين الحاضرين. خلال خطاب تسليمه، استعرض فرولي إنجازات إدارته، وأشار إلى عدد من مشاريع تطوير البنية التحتية في المنطقة التي كان من المقرر تنفيذها. كما شكر جميع أعضاء الحكومة على عملهم من أجل الصالح العام للمجتمع، وتعهد بمساعدة القيادة القادمة بأي مشورة ومشاورات إذا تطلبت ذلك. وشكر الرئيس علي بدوره إدارة بونتلاند المنتهية ولايتها على إنجازاتها، وتعهد بمواصلة هذه الإنجازات والبناء عليها. متمنيا لفرولي التوفيق في مساعيه المستقبلية، أشار علي أيضًا إلى أن إدارته ستستفيد في المضي قدمًا من مشورة فرولي ودعمه كرجل دولة.

## الجوائز
في يناير 2011، حصل فرولي على لقب شخصية السنة لعام 2010 من قبل العديد من وسائل الإعلام الصومالية بسبب إصلاحاته ومبادراته الإدارية والاجتماعية العديدة.

## ملحوظات
1. 1 2  "Farole2014". Farole2014. مؤرشف من الأصل في 2016-10-02. اطلع عليه بتاريخ 2014-01-11.
2. ↑  Shortland, Anja. "Dangers of Success: The Economics of Somali Piracy." Militarised Responses to Transnational Organised Crime. Palgrave Macmillan, Cham, 2018. 169-183.
3. ↑  "Somalia: President Farole returns to Garowe after visiting rural areas in Nugal region". Garowe Online. 12 أكتوبر 2012. مؤرشف من الأصل في 2014-01-11. اطلع عليه بتاريخ 2014-01-11.
4. ↑  "Ilaa 20 Musharax oo u tartamaysa Doorashada Puntland(Aqri Magacyadooda)". Midnimo (بالصومالية). Archived from the original on 2022-03-28. Retrieved 2014-01-10.
5. 1 2 3 4  Abdirahman Mohamud Farole's resume نسخة محفوظة 9 December 2008 على موقع واي باك مشين. (Somali)
6. 1 2  Puntland Marine Police Force Enters Eyl نسخة محفوظة 24 March 2016 على موقع واي باك مشين.
7. 1 2  A historic journey from opposition to the Puntland presidency نسخة محفوظة 11 May 2010 على موقع واي باك مشين.
8. ↑  The political scene: Puntland elects a new regional president نسخة محفوظة 10 July 2011 على موقع واي باك مشين.
9. 1 2  "From Heidelberg migrant to African president". مؤرشف من الأصل في 2010-10-17.
10. 1 2 3 4 5  Hawthorne، Mark (10 يناير 2009). "La Trobe student takes on pirates". The Age. Melbourne. مؤرشف من الأصل في 2020-10-09.
11. 1 2  Alisha Ryu (15 يناير 2009). "New Puntland President Faces Stiff Challenges". صوت أمريكا. مؤرشف من الأصل في 2023-06-02. اطلع عليه بتاريخ 2009-11-10.[وصلة مكسورة]
12. ↑  "Puntland govt publishes First 100 Days in Office report". Garowe Online. 30 أبريل 2009. مؤرشف من الأصل في 2009-06-17. اطلع عليه بتاريخ 2009-11-10.
13. ↑  "Somalia: Puntland Cabinet approves counterterrorism law". Garoweonline.com. 17 يوليو 2010. مؤرشف من الأصل في 2011-05-14. اطلع عليه بتاريخ 2010-12-30.
14. 1 2 3  "President Farole – the Pride of Puntland". Garoweonline.com. 12 مايو 2010. مؤرشف من الأصل في 2010-06-19. اطلع عليه بتاريخ 2010-12-30.
15. ↑  "Somaliland women prepare strategy for election". Afrol.com. مؤرشف من الأصل في 2022-01-27. اطلع عليه بتاريخ 2010-12-30.
16. ↑  "Somalia: Puntland constitutional convention opens in Garowe". Garowe Online. مؤرشف من الأصل في 2012-04-18. اطلع عليه بتاريخ 2012-04-19.
17. ↑  "Somalia: 'Registration of political associations open': Puntland Election Commission". Garowe Online. 12 سبتمبر 2012. مؤرشف من الأصل في 2012-09-13. اطلع عليه بتاريخ 2012-09-18.
18. 1 2  "Somalia: Puntland MPs amend electoral law". Garowe Online. 12 نوفمبر 2012. مؤرشف من الأصل في 2012-11-23. اطلع عليه بتاريخ 2012-11-19.
19. ↑  "Somalia: Puntland President announces political association". Garowe Online. 14 نوفمبر 2012. مؤرشف من الأصل في 2012-11-23. اطلع عليه بتاريخ 2012-11-19.
20. ↑  "Somalia: Puntland leader launches welfare agency". Garoweonline.com. مؤرشف من الأصل في 2013-10-24. اطلع عليه بتاريخ 2010-12-30.
21. ↑  "Somalia: Puntland Government Continues Anti-Piracy Campaign, Rejects Monitoring Group Accusations". Puntland-gov.net. مؤرشف من الأصل في 2011-07-24. اطلع عليه بتاريخ 2011-03-27.
22. 1 2  "SOMALIA: Puntland to start construction of new Navy base". Horseedmedia.net. 31 مايو 2010. مؤرشف من الأصل في 2010-06-03. اطلع عليه بتاريخ 2010-06-27.
23. ↑  "Pirate on US wanted list arrested in Somalia". ABC News. 20 مايو 2010. مؤرشف من الأصل في 2011-02-19. اطلع عليه بتاريخ 2011-03-27.
24. ↑  "Puntland president delineates government achievement". Garoweonline.com. 9 يناير 2010. مؤرشف من الأصل في 2011-05-14. اطلع عليه بتاريخ 2011-03-27.
25. ↑  Garowe Online. "Somalia: Al Shabaab rebel Atom 'hiding in Somaliland': Report". مؤرشف من الأصل في 2011-05-14. اطلع عليه بتاريخ 2011-04-07.
26. ↑  Somalia: Troops seize 'last insurgent outpost' in Galgala: Puntland general نسخة محفوظة 31 May 2012 على موقع واي باك مشين.
27. ↑  Somalia: Puntland Government Forces Kill 21 Al Shabaab Militants نسخة محفوظة 31 May 2012 على موقع واي باك مشين.
28. ↑  "Somali Islamists seize town near port in Puntland". hiiraan.com (بالإنجليزية الأمريكية). Archived from the original on 2021-01-12. Retrieved 2018-01-03.
29. ↑  Two Puntland Forces Dead in Fighting With Atom نسخة محفوظة 10 March 2012 على موقع واي باك مشين.
30. 1 2  SOMALIA: Puntland President fires Mudug governor, dissolves Galkaio district council نسخة محفوظة 25 July 2011 على موقع واي باك مشين.
31. ↑  An Agreement Jointly Signed by Puntland and Galmudug نسخة محفوظة 1 June 2011 على موقع واي باك مشين.
32. 1 2 3  "Somalia: Puntland President Speech at Constitutional Conference in Garowe | MaritimeSecurity.Asia". maritimesecurity.asia (بالإنجليزية الأمريكية). Archived from the original on 2012-01-21. Retrieved 2018-01-03.
33. ↑  Puntland Government Delivers Food and Water نسخة محفوظة 22 March 2016 على موقع واي باك مشين.
34. ↑  Puntland: Fight Pirates on Land نسخة محفوظة 24 October 2014 على موقع واي باك مشين.
35. ↑  Second Garowe Conference Concludes نسخة محفوظة 27 December 2014 على موقع واي باك مشين.
36. ↑  "Garowe Online -". 22 ديسمبر 2013. مؤرشف من الأصل في 2013-12-22. اطلع عليه بتاريخ 2018-03-19.
37. ↑  "Somali Leaders Adopt Draft Constitution". ANP/AFP. مؤرشف من الأصل في 2022-10-11. اطلع عليه بتاريخ 2012-06-23.
38. ↑  "Somalia: Somali Leaders Adopt Draft Constitution". ANP/AFP. مؤرشف من الأصل في 2021-06-02. اطلع عليه بتاريخ 2012-06-23.[وصلة مكسورة]
39. ↑  "Somalia adopts a constitution, amidst insecurity". Garowe Online. 1 أغسطس 2012. مؤرشف من الأصل في 2012-08-07. اطلع عليه بتاريخ 2012-08-01.
40. ↑  "Protests mark Farole's 4th anniversary in office". Sabahi. 8 يناير 2013. مؤرشف من الأصل في 2016-03-04. اطلع عليه بتاريخ 2013-01-10.
41. ↑  "Somalia: Puntland President Extends Term, Sets Election Date". Shabelle Media Network. 9 يناير 2013. مؤرشف من الأصل في 2014-04-13. اطلع عليه بتاريخ 2013-01-10.
42. 1 2  Red Emperor, Range rally on Puntland drilling update نسخة محفوظة 13 June 2015 على موقع واي باك مشين.
43. ↑  Somalia: President Farole returns to Puntland نسخة محفوظة 17 October 2013 على موقع واي باك مشين.
44. ↑  "SOMALIA: Former Somalia PM contests outgoing Farole on the third round of Puntland election race". Raxanreeb. 8 يناير 2014. مؤرشف من الأصل في 2014-01-08. اطلع عليه بتاريخ 2014-01-08.
45. ↑  "SOMALIA: Former PM Abdiweli Ali Gas wins in the Puntland Presidential Elections". Raxanreeb. 8 يناير 2014. مؤرشف من الأصل في 2014-01-08. اطلع عليه بتاريخ 2014-01-08.
46. ↑  "Somalia: Parliament elects Dr. Abdiweli Gaas as new Puntland President". Garowe Online. 8 يناير 2014. مؤرشف من الأصل في 2014-01-08. اطلع عليه بتاريخ 2014-01-08.
47. ↑  "SOMALIA: President Hassan congratulates Abdiweli Mohammed Ali Gaas for his election as Puntland President". Raxanreeb. 8 يناير 2014. مؤرشف من الأصل في 2014-01-08. اطلع عليه بتاريخ 2014-01-08.
48. ↑  "Somalia: Prime Minister congratulates Abdiweli Mohammed Ali Gaas on his election as President of Puntland State". Horseed Media. 8 يناير 2014. مؤرشف من الأصل في 2014-01-08. اطلع عليه بتاريخ 2014-01-08.
49. ↑  "SOMALIA: UN Envoy to Somalia congratulates new Puntland President". Raxanreeb. 8 يناير 2014. مؤرشف من الأصل في 2014-01-08. اطلع عليه بتاريخ 2014-01-08.
50. ↑  "US Welcomes the new President of Puntland (Press Reales)". US Embassy. 9 يناير 2014. مؤرشف من الأصل في 2014-01-09. اطلع عليه بتاريخ 2014-01-09.
51. ↑  "Somalia: Ex-President Farole hands over power to new Puntland President Gas". Garowe Online. 14 يناير 2014. مؤرشف من الأصل في 2014-01-16. اطلع عليه بتاريخ 2014-01-15.
52. ↑  Somalia: 2010 Person of the year Puntland President Abdurrahman Sh Mohamed Mohamud Faroole

## روابط خارجية
- الموقع الرسمي